# Mala Real Portuguesa
Die Mala Real Portuguesa – Companhia de Navegação a Vapor („Königlich Portugiesische Postlinie“) war eine Reederei mit Sitz in Lissabon, die von 1888 bis 1902 bestand. Sie war zunächst als Passagier- und Postlinie zwischen Portugal und Mosambik, ab 1898 als Passagierlinie nach Brasilien tätig.

## Geschichte

### Vorgeschichte und Gründung
Als eine der Reaktionen auf das britische Ultimatum von 1890, mit dem Großbritannien Portugals Anspruch auf eine geschlossene Landverbindung von Angola bis Mosambik vereitelte und aus Rhodesien sowie dem Njassaland herausdrängte, vergab die portugiesische Regierung die Postbeförderung nach Ostafrika an eine heimische Reederei. Die Ausschreibung gewann die eigens gegründete Mala Real Portuguesa. Sousa Lara und Sousa Leal statteten sie bei der Gründung am 27. Juni 1888 mit 900.000 réis aus und brachten eine Vereinbarung mit dem portugiesischen Staat über eine Subvention für die Postbeförderung von jährlich 98.000 réis ein. Im Gegenzug erlegte die Regierung der Reederei umfangreiche Vorgaben an Linienzyklus, Linienführung und Ausstattung der Schiffe auf.

### Ausstattung
Als Erstausstattung bestellte die Reederei bei der britischen Werft Scotts Shipbuilding and Engineering Company in Greenock vier Passagierschiffe, die als Rei de Portugal, Loanda, Moçambique und Malange zwischen dem Mutterland und der Kolonie in Südostafrika verkehren sollten. Die vier Schwesterschiffe waren 110 Meter lang, 12 Meter breit, hatten eine Vermessung von rund 3500 BRT und konnten bis zu 16 Knoten schnell fahren. Ihre Unterkünfte boten Platz für 75 Passagiere der Ersten Klasse, 25 der Zweiten Klasse und 120 der Dritten Klasse. Darüber hinaus standen 12 Plätze für Strafgefangene bzw. in die Kolonien Verbannte zur Verfügung. In der portugiesischen Handelsflotte waren sie die größten und luxuriösesten Schiffe ihrer Zeit. Zur staatlichen Subvention gehörte auch, dass alle vier Schiffe bei Bedarf zu Hilfskreuzern ausgerüstet werden konnten. 
Ergänzt wurde die Flotte durch drei kleinere Schiffe für den Küstenverkehr in Mosambik, die die Namen Tungue, Ibo und Rovuma erhielten. Die Tungue (1889, 1274 BRT) wurde ebenfalls bei Scotts bestellt, die Ibo (1878, 1561 BRT) kam von der Schwesterfirma Empresa Africana de Navegação a Vapor und die Rovuma (1887, ca. 252 Tonnen) wurde 1889 gebraucht gekauft.

### Betriebsaufnahme
Im September 1889 nahm die Reederei mit der Rei de Portugal den Betrieb von Lissabon über die afrikanische Westküste nach Mosambik auf. Zwischenhalte legten die Schiffe in Madeira, Kap Verde, São Tomé und Príncipe, Luanda, Benguela, Moçâmedes, Maputo, Inhambane und Quelimane ein. 
Nach Indienststellung aller Schiffe und der Etablierung der monatlichen Verbindung stellte sich heraus, dass die Linie nicht rentabel zu betreiben war. Die prognostizierten Passagierzahlen waren zu optimistisch, die Subventionen nicht kostendeckend und gleichzeitig fehlte Fracht durch die Konkurrenz der Empresa Nacional de Navegação und vor allem britischer, französischer und deutscher Reedereien. 
Gleichzeitig eröffnete die Reederei eine Linie nach Brasilien, da nicht alle vier Passagierschiffe dauerhaft auf der Mosambik-Linie im Einsatz bleiben mussten. In Brasilien fuhren die Schiffe die Häfen von Pernambuco, Bahia, Rio de Janeiro und Santos an.

### Vertragsänderung und erste Insolvenz
Angesichts der bevorstehenden Insolvenz der Reederei wurde am 12. Januar 1891 ein neuer Vertrag geschlossen: Die Subventionen wurden erhöht und die monatliche Fahrtroute nach Mosambik führte über den Sueskanal mit Zwischenstopps in Marseille, Port Said, Sues, Aden und Sansibar. Die Küstenschifffahrt an der südostafrikanischen Küste blieb bestehen, die Rückfahrt nach Europa sollte weiterhin mit Zwischenstopps entlang der afrikanischen Westküste führen. Auch dieser Vertrag führte zu keiner Besserung der wirtschaftlichen Ergebnisse und das Unternehmen musste am 25. August 1892 Insolvenz anmelden.

### Neuorganisation und endgültiger Konkurs
Zur Begleichung der Verbindlichkeiten wurde die Loanda sowie die drei Küstendampfer Tungue, Ibo und Rovuma versteigert. Der Betrieb wurde mit den drei verbleibenden Schiffen Rei de Portugal, Moçambique und Malange weitergeführt. 1898 wurde der Betrieb neu organisiert: Die Reederei gab den Linienbetrieb nach Mosambik endgültig auf und konzentrierte sich auf die Verbindung nach Brasilien. Dafür wurde die Moçambique umbenannt und erhielt den Namen Álvares Cabral nach dem Entdecker Brasiliens Pedro Álvares Cabral. Die Route führte von Leixões über Lissabon und Funchal auf Madeira nach Brasilien wie bislang mit den Zielen Bahia, Rio de Janeiro und Santos. Zielgruppe waren insbesondere portugiesische Auswanderer nach Südamerika. Auch auf der Brasilien-Route war der Betrieb nicht kostendeckend. 1902 musste die Reederei endgültig Insolvenz anmelden und wurde liquidiert. Die Malange wurde an die Empreza Nacional de Navegação, die Rei de Portugal und Álvares Cabral an die Prince Line verkauft.

## Schiffe der Reederei
| Name            | Baujahr | Werft                   | Vermessung         | Dienstzeit | Anmerkungen, Verbleib |
| --------------- | ------- | ----------------------- | ------------------ | ---------- | --- |
| Rei de Portugal | 1889    | Scotts Shipbuilding     | 3198 BRT, 2175 NRT | 1889–1902  | 1902 an Prince Line: Napolitan Prince, 1911 an Compagnie de Navigation Mixte: Manouba; 1929 abgewrackt. |
| Loanda          | 1889    | Scotts Shipbuilding     | 3199 BRT, 2175 NRT | 1889–1893  | 1894 ohne Namensänderung an Empresa Nacional de Navegação, 1916 von der portug. Marine als Hilfskreuzer Goncalves Zarco vorgesehen, aber wegen Kesselschaden nicht realisiert; 1919 zurückgegeben an – umbenannten – Eigner Companhia Nacional de Navegação; 1923 abgewrackt.                                                                                |
| Moçambique      | 1889    | Scotts Shipbuilding     | 3199 BRT, 2175 NRT | 1889–1902  | 1898 umbenannt in Alvares Cabral; 1902 an Prince Line: Sicilian Prince, 1911 an Khedivail Mail Steamship & Graving Dock Company: Abbassieh, 1930 abgewrackt. |
| Malange         | 1889    | Scotts Shipbuilding     | 3544 BRT, 2410 NRT | 1890–1902  | 1903 ohne Namensänderung an Empresa Nacional de Navegação, 1916 von der portug. Marine als Hilfskreuzer Pedro Nunes eingesetzt, 1918 Rückgabe an Companhia Nacional de Navegação; 1924 abgewrackt. |
| Tungue          | 1889    | Scotts Shipbuilding     | 1274 BRT           | 1889–1897  | 1897 an Compagnie de Navigation Mixte: Touareg, 1910 an Compagnie Est Asiatique Français: Si Kiang; 1912 an Compagnie Maritime Indo-Chinoise, 1913 an Niels E A Moller, 1914 an Foh Shing Steamship, 1915 an Nisshin Kaiun Shokai: neuer Name Fushiki Maru, 1917 an Shimatani Kisen Kaisha, 1925 an Kita Nippon Kisen, 1931 an Ota Hiroshi, 1934 abgewrackt. |
| Ibo             | 1878    | Royden                  | 1561 BRT           | 1989–1893  | 1878–1882 amerik. Powhatan der Med. & N.Y. Steamship Company, 1882–1888 frz. Comte d‘Eu der Compagnie Postal Atlantique, 1888–1889 portug. Ibo der A. Leal, Lara & Companhia, 1893–1899 Besitz unklar; 1899–1906 bras. Nictheroy der G. Elysio & Companhia, 1906 bei Belem gestrandet.                                                                       |
| Rovuma          | 1887    | Sunderland Shipbuilding | ca. 252 Tonnen     | 1889–1902  | ex brit. Plymouth der Reederei Plymouth, Channel Islands & Britanny Steam Shipping Company;1889 Ankauf, 1894–1898 an J. H. Andresen, Porto: und 1898–1910 J. H. Andresen, Manaus/Brasilien: Manaos, 1910 gestrandet vor Caruarú in Brasilien. |